# Антарктический поморник
Антаркти́ческий помо́рник, или бу́рый помо́рник  (лат. Stercorarius antarcticus), — вид  морских птиц семейства поморниковых отряда ржанкообразных. Выделяют три подвида. Широко распространён в южной части умеренного пояса, субантарктической и антарктической зонах Южного полушария. 

## Описание
Антарктический поморник достигает длины 52—64 см и массы от 1,2 до 2,1 кг; размах крыльев 126—160 см. Оперение птицы тёмно-бурого цвета с небольшими светлыми пятнышками. Перья вокруг глаз и хвостовые перья от тёмно-бурого до чёрного цвета. Видимая в полёте внутренняя сторона крыльев имеет хорошо просматриваемое белое пятно в виде треугольника. Клюв тёмно-серый с острым крючком.

## Местообитание
Обитает в южной части континентальной Аргентины, Огненной Земли, Новой Зеландии и на нескольких антарктических островах, таких как Фолклендские (Мальвинские) острова.

## Питание
Вне сезона размножения питается главным образом рыбой, а в сезон размножения мелкими морскими птицами, яйцами и птенцами пингвинов.

## Классификация
Выделяют три подвида: 
- Stercorarius antarcticus antarcticus (Lesson, 1831) — Фолклендские острова и юго-восток Аргентины
- Stercorarius antarcticus lonnbergi (Mathews, 1912) — Антарктический полуостров и субантарктические острова Атлантического, Индийского и Тихого океанов
- Stercorarius antarcticus hamiltoni (Hagen, 1952) — острова Тристан-да-Кунья и Гоф